# Bloc à cupules de La Verpillière
Le bloc à cupules de La Verpillière est une pierre à cupules, servant de socle pour le monument aux morts de la commune de La Verpillière, dans le département français de l'Isère. Une sépulture collective attribuée au Chalcolithique fut découverte à côté de la pierre lors de son extraction.

## Historique
En 1919, le maire de la Verpillière acheta un bloc erratique nommé « Pierre Millet », qui était situé à 2,5 km sur la commune voisine de Saint-Quentin-Fallavier, pour réaliser le monument aux morts de sa commune. Lors des travaux réalisés en septembre 1919 pour dégager la pierre, de nombreux ossements et un petit matériel archéologique furent découverts dans une fosse sur le côté est de la pierre à plus d'un mètre de profondeur. La pierre est classée au titre des monuments historiques par arrêté du 29 mars 1926.

## Description
La pierre est un bloc de plus de 80 tonnes en brèche triasique de forme grossièrement parallélépipédique mesurant environ 4 m de côté sur 2 m de hauteur avec des angles bien prononcés. Le bloc comporte sur sa face supérieure de nombreuses cupules, peu profondes mais bien visibles.
La tombe contenait une quinzaine de corps. Les témoins de la découverte signalèrent que plusieurs défunts étaient séparés par un lit de dallettes en pierre (grès et autres pierres). Il s'agit donc d'une tombe collective avec inhumations successives.
Le matériel archéologique qui fut retrouvé avec les sépultures, confié aux Archives départementales de l'Isère, est désormais perdu mais il avait été photographié et les clichés de ces objets sont conservés au musée dauphinois à Grenoble. Il se compose de neuf lames en silex retouchées, d'une dizaine de perles tubulaires de couleur vert sombre (probablement en stéatite), de quatre objets en bois de cerf (1 pic, 1 douille de hache et 2 perles), de deux fragments de poinçons en os et d'une meule dormante de 0,50 m de diamètre. Ce mobilier a été attribué au Chalcolithique.